# Gómez Suárez de Figueroa, duque de Feria

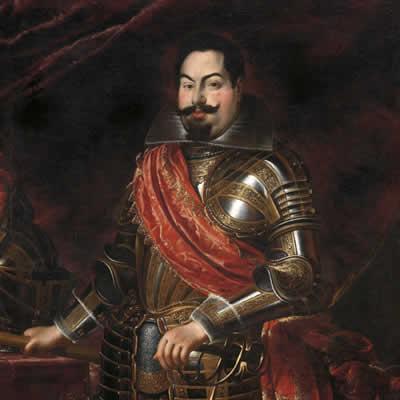
Gómez Suárez de Figueroa, duque de Feria

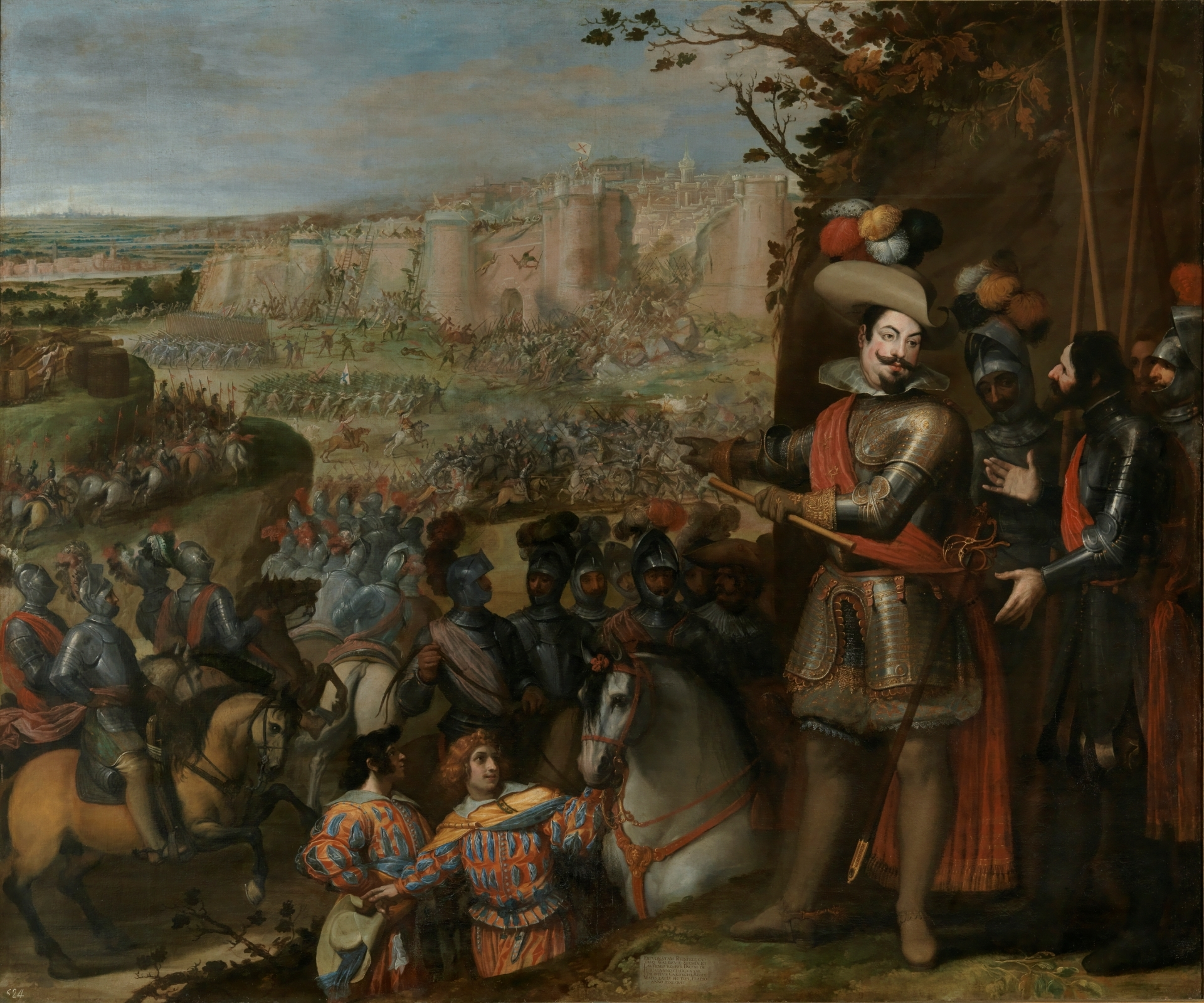
Die Einnahme von Rheinfelden durch den Herzog von Feria 1633

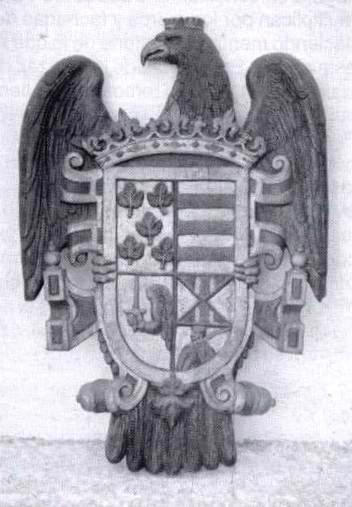
Wappen des Herzogs von Feria

Gómez Suárez de Figueroa y Córdoba, 3. Herzog von Feria, 2. Marques von Villalva, 1. Graf von Zafra, (* 30. Dezember 1587 in Guadalajara; † 14. Januar 1634 in München) war ein spanischer Staatsmann und General im Dreißigjährigen Krieg (siehe Seekrieg auf dem Bodensee 1632–1648).
Er war der Sohn von Lorenzo IV. Suárez de Figueroa y Córdoba und dessen dritter Gattin Isabel de Mendoza, Tochter des Herzogs von Infantado. Er folgte seinem Vater als Herzog von Feria und Markgraf von Villalba.
Er war von 1618 bis 1627 und noch einmal von 1631 bis 1634 spanischer Gouverneur des Herzogtums Mailand. Seine politische Karriere verlief in wichtigen Positionen, er war Botschafter in Rom (1607) und Paris (1610), Vizekönig von Valencia (1616), Vizekönig und Generalkapitän von Katalonien (1629) und  Mitglied des Kriegsrates. Der Herzog von Feria war auch für seine im Dreißigjährigen Krieg verbundene militärischen Aktionen bekannt und galt neben Spinola als einer der letzten fähigen Militärs der hispanischen Monarchie. 
Er heiratete in erster Ehe Francisca de Córdoba, Tochter von Antonio Fernández de Córdoba Cardona y Recqueséns, 4. Herzog von Soma, 5. Herzog von Sessa, 5. Herzog von Terranova, 5. Herzog von Santángelo, 3. Herzog von Baena (Haus Folch de Cardona). In zweiter Ehe heiratete er Ana Fernández de Córdoba, Tochter von Alfonso Fernández de Córdoba y Figueroa, el Mudo, 5. Marques de Priego.
Als Gómez 1634 in München an Typhus starb, gab er seine Titel an seinen Sohn Lorenzo V. Suárez de Figueroa y Córdoba weiter.